# Diákönkormányzati Társulások Országos Szövetsége (Zengakuren)
A Diákönkormányzati Társulások Országos Szövetsége - japán neve Zengakuren (全学連; Hepburn: zengakuren) - politikai hátterű szervezet Japánban. 1948. szeptember 18-án alakult, 1957-ig szilárd kommunista irányítás alatt állt, aztán pedig autonóm, de még radikálisabb, a trockizmus vagy az anarchizmus felé hajló mozgalom lett belőle. A Zengakuren egy rövidített kifejezés, amely eredetileg így hangzik: Zen Nihon Gakuszei Dzsicsikai Szō Rengō  (全日本学生自治会総連合; Hepburn: zen nihon gakusei jichikai sou rengou). Magyarul a Diákönkormányzati Társulások Országos Szövetsége. Megalakulásakor magába foglalta az összes egyetemet és főiskolát, illetve a magán egyetemek 70%-át Japán szerte.  Jelentős tiltakozásokban és tüntetésekben vettek részt, mint például a Japán Kommunistaellenes Mozgalomban, a Békeszerződés Mozgalomban, és a koreai háborúval való szembenállás első szakaszában. 

## Története
Habár az egyesület hivatalosan 1848, szeptember 18-án alakult, a politikai megmozdulások nyomai a főiskolai diákok körében sokkal korábban is megtalálhatóak.  Míg sok író úgy gondolja, hogy a diákok körében a politikai megmozdulások együtt kezdődtek a munkásmozgalmak terjedésével az első világháború után, addig sokan azt vallják, hogy a mozgalom egyidős a Japán felsőoktatási intézményekkel.
1960-ban, a szövetség kezdett megosztottá válni az amerikai-japán békeszerződés átdolgozására vonatkozó tevékenységek után. 5 különböző szervezet emelkedett ki a Zengakuren név alatt, a legnépszerűbbé a Szagadaigaku Gakuszei Dzsitikai Ren vált.
Az 1960-as években, Vietnam Amerika általi megszállása ellen, a szövetségek tiltakozásokat tartottak. Egy jelentős esemény, az amerikai elnök Dwight D. Eisenhower azt tervezte, hogy az 1960. június 19-én Tokióba látogat, ekkor tervezték ratifikálni, az 1960. január 19-én aláírt új Kölcsönös Biztonsági és Együttműködési szerződést.  Azonban az új szerződés körül ratifikációs vita alakult ki, mivel a baloldali ellenzék azt hangoztatta, hogy az új szerződésért, már a japán kormány és a japán nép is felelős. Az elnök látogatását helytelenítették, mivel úgy látták, hogy kapcsolatban van a vitával, ezért, mint az ország belügyeibe való illetéktelen beavatkozásnak ítélték. A radikálisabb erők kapva kaptak az alkalmon, és szinte forradalmi lázadást szerveztek. A városokban nagy tömegek mozdultak meg, és az egyetemisták játszották a főszerepet.  Így a Zengakuren-aktivisták is, akik azt látták, hogy máskor sokkal közönségesebb diáktársaik, most ezrével követik őket. A tiltakozó tömegek különösebb rendbontást nem okoztak. Haláleset mindössze egy volt: június 15-én, a legnagyobb és legerőszakosabb tüntetésen a nagy felfordulásban késő este a tömeg agyontaposott egy tokiói diáklányt. A tüntetések végül eredményesnek bizonyultak, mert sikerült megfélemlíteni és megbénítani a kormányt, amely június 16-án szégyenkezve arra kérte Eisenhower elnököt, hogy halassza el a látogatást – s a helyzet veszélyességét felismerő amerikai kormányzat ebbe bele is egyezett.
Az 1960-as évek végén a világméretű diáklázadások hulláma elérte a tetőpontját Japánban is. A Zengakurennek a ’60-as évek végén már három fő radikális frakciója volt, ezek mindegyike befolyása alatt tartotta bizonyos egyetem vagy egyetemi fakultások diákmozgalmát – és persze ádáz harcot vívott egymás ellen a vezető pozíció megszerzéséért.  Ekkoriban kezdtek el feltűnő színű építőipari védősisakot viselni, a védelem és az azonosíthatóság kedvéért. Fő fegyverük a faléc volt, de ha kellett, elővették a vascsövet és a Molotov koktélokat is.
2010 és 2011-ben, a Zengakuren csoportok nagygyűléseket és békés tiltakozásokat szerveztek a nagyobb Japán városokban.

## Fordítás
- Ez a szócikk részben vagy egészben az Zengakuren című angol Wikipédia-szócikk fordításán alapul.  Az eredeti cikk szerkesztőit annak laptörténete sorolja fel. Ez a jelzés csupán a megfogalmazás eredetét és a szerzői jogokat jelzi, nem szolgál a cikkben szereplő információk forrásmegjelöléseként.